# Репище (Житомирская область)
Репище (укр. Репище) — село в Коростенском районе Житомирской области Украины. До 19 июля 2020 года входило в состав Малинского района.
Код КОАТУУ — 1823481803. Население по переписи 2001 года составляет 69 человек. Почтовый индекс — 11616. Телефонный код — 4133. Занимает площадь 0,46 км².